# 서영택 (울산 동구의원)
서영택(徐永澤, 1954년 7월 23일 ~ )은 대한민국의 청년 환경 노동 사회 운동가 출신 정치인이다. 경남 부산 토박이 출신이기는 하나, 오히려 그는 울산 재선 동구의회 제3·4대 동구의원을 역임했다.

## 학력
- 부산진국교(지금의 부산진초등학교) 졸업(1967년 2월)
- 부산중학교 1학년 중퇴(1967년 8월)
- 고등학교 입학자격 검정고시 합격(1985년 8월)
- 고등학교 졸업학력 검정고시 합격(1986년 4월)

## 경력
- 현중노조 조직부 부장
- 현중노조 사무국 국장
- 현중노조 중앙집행위원회 부위원장
- 울산민주시민협회 사무위원 겸 창립발기인
- 직권조인 반대투쟁주도(민주노조사수 조직부장)
- 환경운동연합회 회원.녹수초교 운영위원
- 송전탑 반대 주민대책위원장
- 울산광역시 동구 지방재정계획 심의위원
- 민주노동당 당무위원 겸 창당발기인(2000년 1월)
- 민주노동당 탈당(2002년 2월)
- 민주노동당 복당(2003년 4월)
- 민주노동당 당무위원 겸 동당 중앙당무대표위원회 중앙당무대표위원
- 민주노동당 당무위원 겸 동당 동구 지역위원회 위원장
- 진보신당 상임고문 겸 당무위원
- 정의당 상임고문 겸 당무위원
- 울산광역시 동구 시각장애인 심부름센터 운영위원
- 2002.07 ~ 2006.06 제3대 울산광역시 동구의회 의원
- 2006.07 ~ 2010.06 제4대 울산광역시 동구의회 의원
- 2006.07 ~ 2008.07 제4대 울산광역시 동구의회 후반기 예산결산특별위원회 위원장
- 심상정 국회의원 노동정치특보

## 전과
- 시국관련 및 집시법위반 구속 (징역 10월, 집유 3년)
- 현대자동차 양봉수열사 투쟁관련 구속 (징역 1년 6월, 집유 2년)

## 역대 선거 결과
|  | 35.10% |

|  | 36.20% |

|  | 19.40% |